# James Drury
James Drury, född 18 april 1934 i New York, död 6 april 2020 i Houston, Texas, var en amerikansk skådespelare. Drury är i USA mest känd för att han spelade huvudrollen i westernserien Mannen från Virginia (The Virginian) under 1960-talet.
Drury är invald i Hall of Great Western Performers.

## Filmografi, urval
- 1955 – Ljuva ungkarlstid
- 1956 – Förbjuden värld
- 1956 – Jagad
- 1956 – Duell i Texas
- 1960 – Pollyanna
- 1962 – De red efter guld